# مسابقة الأغنية الأوروبية 1987
مسابقة الأغنية الأوروبية 1987 هي النسخة ال32 من مسابقة الأغنية الأوروبية، أقيمت في مدينة بروكسل، بلجيكا. شاركت 22 دولة في المسابقة وحصلت أيرلندا على المركز الأول بأغنية Hold Me Now للمغني جوني لوغان.

## روابط خارجية
- الموقع الرسمي